# Leen Vente
Leendert Roelof Jan Leen Vente (Rotterdam, 14 de maig de 1911 - 9 de novembre de 1989) fou un futbolista neerlandès de la dècada de 1930.
Fou internacional per la selecció dels Països Baixos, amb la qual participà en la Copa del Món de futbol de 1934 i a la Copa del Món de futbol de 1938. Pel que fa a clubs, jugà al Feyenoord Rotterdam.